# La Boule rouge
La Boule rouge (The Golden Ball) est une nouvelle policière d'Agatha Christie.
Initialement publiée le 5 août 1929 dans le journal Daily Mail au Royaume-Uni, cette nouvelle a été reprise en recueil en 1934 dans The Listerdale Mystery and Other Stories au Royaume-Uni. 
Elle a été publiée pour la première fois en France dans le recueil Douze nouvelles en 1963 sous le titre La Boule rouge, puis ultérieurement chez Le Masque sous le titre Le Ballon d'or.

## Résumé

### Rencontre de George et de Mary et les aventures qui s'ensuivent
George Dundas, employé de son oncle Ephraim Leadbetter, se fait renvoyer de la société pour avoir, à l'amorce des beaux jours, pris un jour de congé en pleine semaine sans prévenir personne. 
Rencontrant par hasard une jeune femme riche, Mary Montresor, celle-ci lui propose inopinément de faire un tour en voiture avec elle. N'ayant rien d'autre à faire, George accepte la proposition. Au cours de la balade en auto, elle lui parle de son petit ami actuel (« Bingo ») qu'elle ne trouve pas à la hauteur de ses attentes. Au détour d'une phrase, elle demande à George s'il accepterait de l'épouser ; George répond par l'affirmative en souriant. Ils continuent de discuter de choses et d'autres, passant une grande partie de la journée ensemble.
Leur errance en voiture les amène aux abords d'un manoir appartenant semble-t-il à la famille Pardonstenger. Mary souhaite en visiter le magnifique jardin ; George l'accompagne. Le duo est alors pris à partie par le majordome et la femme de charge qui, sous la menace d'un revolver, les obligent à se rendre dans la cave pour y être détenus le temps que la police soit appelée. Les deux employés de maison se montrent menaçants. Peut-être sont-ils fous et vont-ils tuer leurs prisonniers ?
C'est alors que, mû par l'instinct, George décoche un terrible coup de pied en direction du plexus solaire du majordome, le mettant K-O, et s'empare de l'arme. Mary et lui prennent la fuite, laissant l'homme assommé sur le sol. Ils regagnent la voiture garée non loin de là et regagnent Londres.

### Premier dénouement
Pendant le trajet, George examine l'arme récupérée et découvre qu'elle n'est pas chargée. Il se pose des questions sur le comportement du majordome et de la femme de charge. C'est alors que Mary lui révèle la vérité. 
Toute l'histoire n'était qu'un coup monté. Ainsi le « majordome » est un ancien boxeur, Rube Wallace, et c'est un homme adorable. La femme de charge est sa propre camériste. Mary veut rencontrer l'homme de sa vie et veut être certaine de choisir « le bon ». À plusieurs reprises, elle a mis en scène le même scénario et, jusqu'à présent, aucun des neuf hommes qui l'accompagnait n'avait réagi contre les menaces du majordome. Elle les avait évincés de sa vie sentimentale, le dernier en date étant « Bingo ». George est le premier à agir comme un homme courageux et elle ne lui cache pas que, non seulement il lui a fait une excellente impression, mais encore qu'elle est très attirée par lui.

### Second dénouement
George prend Mary au mot et lui propose de l'épouser. Mary accepte, mais uniquement s'il fait une demande en mettant un genou à terre. Comprenant qu'il s'agit plus d'un acte symbolique donnant à penser à une prééminence dans le couple que Mary pourra ultérieurement lui rappeler, George refuse fermement, invoquant son amour-propre.
Alors qu'ils arrivent à proximité du domicile de George, ce dernier aperçoit un marchand des quatre-saisons qui vend des fleurs, des fruits et des légumes. Il demande à Mary de stopper le véhicule et revient quelques instants après avec un bouquet de fleurs. Près de la voiture, il marche sur une peau de banane, glisse et se relève en titubant, l'un des genoux ployés à terre. Mary lui renouvelle sa demande : accepte-t-il de l'épouser ? Il répond par l'affirmative. Elle lui fait remarquer qu'il a ployé le genoux devant elle en répondant « oui ». Il lui fait remarquer qu'il avait marché sur une peau de banane.
Dans la dernière page, George rend visite à son oncle Leadbetter. Il lui annonce comment il a rencontré Mary et comment il a conquis le cœur de la jeune femme. Il raconte aussi comment il a acheté, en même temps que le bouquet de fleurs, une banane dont il a lancé la peau sur le trottoir, afin de faire croire à la jeune femme qu'elle était à l'origine de sa chute au sol. Mary a pu reformuler la demande en mariage et lui a pu dire "oui" : les deux ont sauvé les apparences et leurs amour-propre respectifs sont saufs. L'achat de cette banane, ce furent les deux pence les mieux employés de sa vie.

## Personnages
- George Dundas
- Mary Montresor : jeune fille de la bonne société londonienne.
- Mme Pardonstenger : rôle joué par la comédienne Bella.
- M. Pardonstenger : rôle joué par le comédien Rube Wallace.

## Titre de la nouvelle
Au début de la nouvelle, l'oncle de George lui fait le reproche que « dans le grand match de la vie, le destin lui a lancé le ballon d'or de la chance », comme au rugby quand un joueur reçoit le ballon pour marquer l'essai, et qu'il n'a pas été capable de l'attraper.
A la fin de la nouvelle, George prouve à son oncle qu'il a saisi sa chance au vol et a su attraper « le ballon d'or ».

## Publications
Avant la publication dans un recueil, la nouvelle avait fait l'objet de publications dans des revues :
- le 5 août 1929, au Royaume-Uni, sous le titre « Playing the Innocent », dans le journal Daily Mail[1].

La nouvelle a ensuite fait partie de nombreux recueils :
- en 1934, au Royaume-Uni, dans The Listerdale Mystery and Other Stories[1] (avec 11 autres nouvelles) ;
- en 1963, en France, dans Douze nouvelles, recueil réédité en 1968 sous le titre « Le Mystère de Listerdale » (adaptation du recueil de 1934) ;
- en 1971, aux États-Unis, dans The Golden Ball and Other Stories[1] (avec 14 autres nouvelles).